# My Chick Bad
My Chick Bad è un singolo del rapper statunitense Ludacris, pubblicato nel 2010 ed estratto dall'album Battle of the Sexes.
Il brano vede la partecipazione della rapper trinidadiana Nicki Minaj.

## Video musicale
Il video musicale della canzone è stato diretto da TAJ Stansberry ed è stato girato a Miami.

## Tracce
1. My Chick Bad (feat. Nicki Minaj) – 3:37